# Estación de Amriswil
La estación de Amriswil es la principal estación ferroviaria de la comuna suiza de Amriswil, en el Cantón de Turgovia.

## Historia y situación
La estación de Amriswil fue abierta en el año 1855 con la apertura al tráfico ferroviario de la línea que unía a Winterthur con Romanshorn, del Schweizerische Nordostbahn (NOB), y en 1902 se integró en los SBB-CFF-FFS.
La estación se encuentra ubicada en el norte del núcleo urbano de Amriswil. Tiene dos andenes laterales a los que acceden dos vías pasantes.
La estación está situada en términos ferroviarios en la línea férrea Winterthur - Romanshorn. Sus dependencias ferroviarias colaterales son la estación de Oberaach hacia Winterthur y la estación de Romanshorn, donde se inicia la línea.

## Servicios ferroviarios
Los servicios son prestados por SBB-CFF-FFS:

### Larga distancia
- IC Romanshorn - Amriswil - Sulgen - Weinfelden - Frauenfeld - Winterthur - Zúrich Aeropuerto - Zúrich - Berna - Thun - Spiez - Visp - Brig.

### S-Bahn
S-Bahn San Galo
A la estación llegan una línea de la red de cercanías S-Bahn San Galo:
- S 7 Weinfelden – Sulgen – Romanshorn - Rorschach.

S-Bahn Zúrich
La estación está integrada dentro de la red de trenes de cercanías S-Bahn Zúrich, y en la que efectúan parada los trenes de una línea perteneciente a S-Bahn Zúrich:
- S 30 Winterthur – Frauenfeld – Weinfelden (– Romanshorn – Rorschach)